# Филиппинская мухоловка
Филиппинская мухоловка (Ficedula crypta) — вид птиц из семейства мухоловковых.

## Таксономия
Ранее считались конспецифичными с Ficedula disposita и, часто, с Ficedula bonthaina, однако различия между ними существенны. Популяция птиц с горы Буса, в южной части Минданао, может представлять не описанную географическую форму.

## Распространение
Эндемики Филиппин. Естественной средой обитания этих птиц являются субтропические или тропические влажные равнинные леса.

## Описание
Длина тела 11—11,5 см. Лоб и макушка оливково-коричневые.

## Биология
Рацион недостаточно изучен, но включает мелких беспозвоночных.

## Охранный статус
МСОП присвоил виду охранный статус LC.